# Wesley Natã
Wesley Natã Wachholz, meglio noto come Wesley Natã (Porto Alegre, 18 aprile 1995), è un calciatore brasiliano, attaccante del Viettel.

## Carriera
Ha giocato nella massima serie dei campionati brasiliano, bulgaro e lettone, e nella seconda divisione brasiliana.

## Statistiche

### Presenze e reti nei club
Statistiche aggiornate al 10 luglio 2021.
| Stagione           | Squadra            | Campionato         | Campionato | Campionato | Coppe nazionali | Coppe nazionali | Coppe nazionali | Coppe continentali | Coppe continentali | Coppe continentali | Altre coppe | Altre coppe | Altre coppe | Totale | Totale |
| Stagione           | Squadra            | Comp               | Pres       | Reti       | Comp            | Pres            | Reti            | Comp               | Pres               | Reti               | Comp        | Pres        | Reti        | Pres   | Reti   |
| ------------------ | ------------------ | ------------------ | ---------- | ---------- | --------------- | --------------- | --------------- | ------------------ | ------------------ | ------------------ | ----------- | ----------- | ----------- | ------ | ------ |
| 2019-2020          | Carsko Selo        | A PFG              | 27         | 3          | CB              | 1               | 0               |                    | -                  | -                  |             | -           | -           | 28     | 3      |
| ago. 2020          | Carsko Selo        | A PFG              | 2          | 0          |                 | -               | -               |                    | -                  | -                  |             | -           | -           | 2      | 0      |
| Totale Carsko Selo | Totale Carsko Selo | Totale Carsko Selo | 29         | 3          |                 | 1               | 0               |                    | -                  | -                  |             | -           | -           | 30     | 3      |
| 2020               | Riga FC            | VL                 | 3          | 1          | CL              | 2               | 0               | UEL                | 1                  | 0                  |             | -           | -           | 6      | 1      |
| 2021               | Riga FC            | VL                 | 15         | 1          | CL              | 0               | 0               | UCL                | 1                  | 0                  |             | -           | -           | 16     | 1      |
| Totale Riga FC     | Totale Riga FC     | Totale Riga FC     | 18         | 2          |                 | 2               | 0               |                    | 2                  | 0                  |             | -           | -           | 22     | 2      |
| Totale carriera    | Totale carriera    | Totale carriera    | 47         | 5          |                 | 3               | 0               |                    | 2                  | 0                  |             | -           | -           | 52     | 5      |

## Palmarès

### Club

#### Competizioni nazionali
- Campionato lettone: 1

Riga FC: 2020